# Blackley y Broughton (circunscripción del Parlamento británico)
Blackley y Broughton es una circunscripción electoral representada en la Cámara de los Comunes del Parlamento británico por Graham Stringer. Fue elegido por primera vez en 1997 por la antigua Manchester Blackley y antes fue líder del Ayuntamiento de Manchester. La circunscripción abarca el norte de Manchester y el este de Salford.

## Historia
Resultados del partido en el poder
La mayor parte de la zona está en manos de los laboristas desde 1964.
Resultados de otros partidos
En 2019, los conservadores quedaron en segundo lugar con el 24,6% de los votos, un aumento del 3% de nuevo con respecto a 2017. Los conservadores quedaron en segundo lugar en 2017, con el 21,6% de los votos, un aumento del 7% respecto a las elecciones de 2015.
En unas elecciones parciales celebradas en marzo de 2017, los conservadores ganaron el distrito de Kersal, dentro de la circunscripción, a los laboristas, y en las elecciones locales de 2018 fue elegido otro candidato conservador, lo que significa que los conservadores tienen ahora 2/3 escaños del Ayuntamiento de Salford en la zona.
En las elecciones generales de 2015 se produjo una oscilación mucho mayor que la media nacional (+16,5%) a favor del candidato del UKIP (frente al 9,5% a nivel nacional). El UKIP quedó en segundo lugar en la general.
Desvío
En las elecciones generales de 2019, la participación cayó un 3,3%, hasta el 52,8%, por primera vez desde la creación de la circunscripción en 2010, tras pasar del 49,7% en 2010 y al 56,1% de los electores en 2017. En 2019 la circunscripción tuvo la quinta participación más baja del país, y la más baja de todos los escaños de Mánchester.

## Miembros del parlamento
| Elección | Miembro         | Partido           | Partido |
| -------- | --------------- | ----------------- | ------- |
| 2010     | Graham Stringer | Partido Laborista |         |